# Aurel Ghițescu
Aurel Ghițescu (n. 14 ianuarie 1895, Iași – d. 12 ianuarie 1972, București) a fost un actor român de teatru și film și profesor de artă dramatică la Conservatorul de Artă Dramatică din Iași și la Institutul de Teatru din București. A primit titlul de Artist Emerit.

## Biografie
Aurel Ghițescu s-a născut la Iași și a urmat cursurile secundare la Liceul Național (1903-1911) și apoi cursurile Conservatorul de Artă Dramatică din Iași (1911-1915), unde l-a avut ca profesor pe State Dragomir. A debutat ca actor încă atunci când era student în anul I, jucând rolul Anton Secuiul din piesa Despot Vodă de Vasile Alecsandri. După absolvirea studiilor la Conservator, a fost angajat în 1915 ca actor stagiar de clasa a III-a la Teatrul Național din Iași, condus pe atunci de Mihail Sadoveanu. Debutul său adevărat a avut loc în anul 1918 când l-a interpretat pe Luca Arbore în piesa Viforul de Barbu Delavrancea.
A jucat pe scena Teatrului Național din Iași alături de actori precum Constantin Ramadan, Sorana Țopa, Miluță Gheorghiu, Margareta Baciu, Anny Braesky și alții. A avut o îndelungată carieră teatrală (de peste 50 de ani), jucând peste 200 de roluri principale, dintre care amintim pe cele din piesele: Luca Arbore din Viforul de Barbu Delavrancea, Răzvan din Răzvan și Vidra de B.P. Hasdeu, Ion din Năpasta de I.L. Caragiale, rolul titular din Vlaicu Vodă de Alexandru Davila, Vulpașin din Domnișoara Nastasia de G.M. Zamfirescu, rolul titular din Othello de William Shakespeare, Mefisto din Faust de Johann Wolfgang Goethe, Rodion Romanovici din Crimă și pedeapsă de Fiodor Dostoievski, Nikita din Puterea întunericului de Lev Tolstoi, Theseu din Phedra de Jean Racine, Don Salluste din Ruy-Blas de Victor Hugo, rolul titular din Cyrano de Bergerac de Edmond Rostand, Franz Moor din Hoții de Friedrich Schiller ș.a. A ajuns în funcția de director de scenă și a fost numit artist societar de clasa I.
S-a transferat în 1944 la Teatrul Giulești din București. Printre rolurile interpretate acolo sunt de menționat următoarele: Sofroniy din Mireasa desculță de András Sütő, Dasbourough din Ascensiunea lui Arturo Ui nu poate fi oprită de Berthold Brecht, Svetlovidov din Cântecul lebedei de Anton Cehov ș a.
În afară de activitatea artistică, Aurel Ghițescu a fost și profesor la Conservatorul de Artă Dramatică din Iași și apoi la Institutul de Teatru din București.
După cel de-Al Doilea Război Mondial a jucat și în trei filme: În sat la noi (1951), Arendașul român (1952) și Diminețile unui băiat cuminte (1967).
A decedat la 12 ianuarie 1972, la vârsta de 76 de ani, și a fost înmormântat la 15 ianuarie 1977 în Cimitirul Ghencea.

## Distincții
- Ordinul „Meritul Cultural” în gradul de Cavaler cl. II, pentru teatru (23 septembrie 1942)[9]
- titlul de Artist Emerit al Republicii Populare Romîne[10][11] (26 august 1954) „pentru merite deosebite în activitatea artistică”[10]
- Ordinul Muncii clasa a II-a (7 septembrie 1957) „pentru merite deosebite în activitatea artistică, cu prilejul împlinirii a 10 ani de la înființarea Teatrului Muncitoresc C.F.R.”[12]
- Ordinul „Meritul Cultural” clasa a III-a (6 noiembrie 1967) „pentru merite deosebite în domeniul artei dramatice”[13]

## Filmografie
- În sat la noi (1951) - Ilie Scapău
- Arendașul român (scurtmetraj, 1952) - arendașul Arghir
- Diminețile unui băiat cuminte (1967) - musafirul lui Ștefan